# Rue Corneille (Paris)
Pour les articles homonymes, voir Rue Corneille.
La rue Corneille est une voie située dans le quartier de l'Odéon dans le 6e arrondissement de Paris.

## Situation et accès
La rue Corneille est desservie à proximité par les lignes 4 et 10 à la station Odéon.

## Origine du nom
Elle porte le nom de l'auteur dramatique Pierre Corneille (1606-1684).

## Historique
Cette rue, ouverte vers 1780 sur les plans de Peyre et de Wailly, fait suite à la décision prise dans une lettre de patente datant du 10 août 1779 pour la création du Théâtre-Français du faubourg Saint-Germain, futur théâtre de l'Odéon. Elle prend le nom du dramaturge Pierre Corneille.
Jusqu'en 1965, la rue finissait rue de Vaugirard, mais la création de la place Paul-Claudel l'ampute de son extrémité.

## Bâtiments remarquables et lieux de mémoire
- No 2 : le théâtre de l'Odéon.

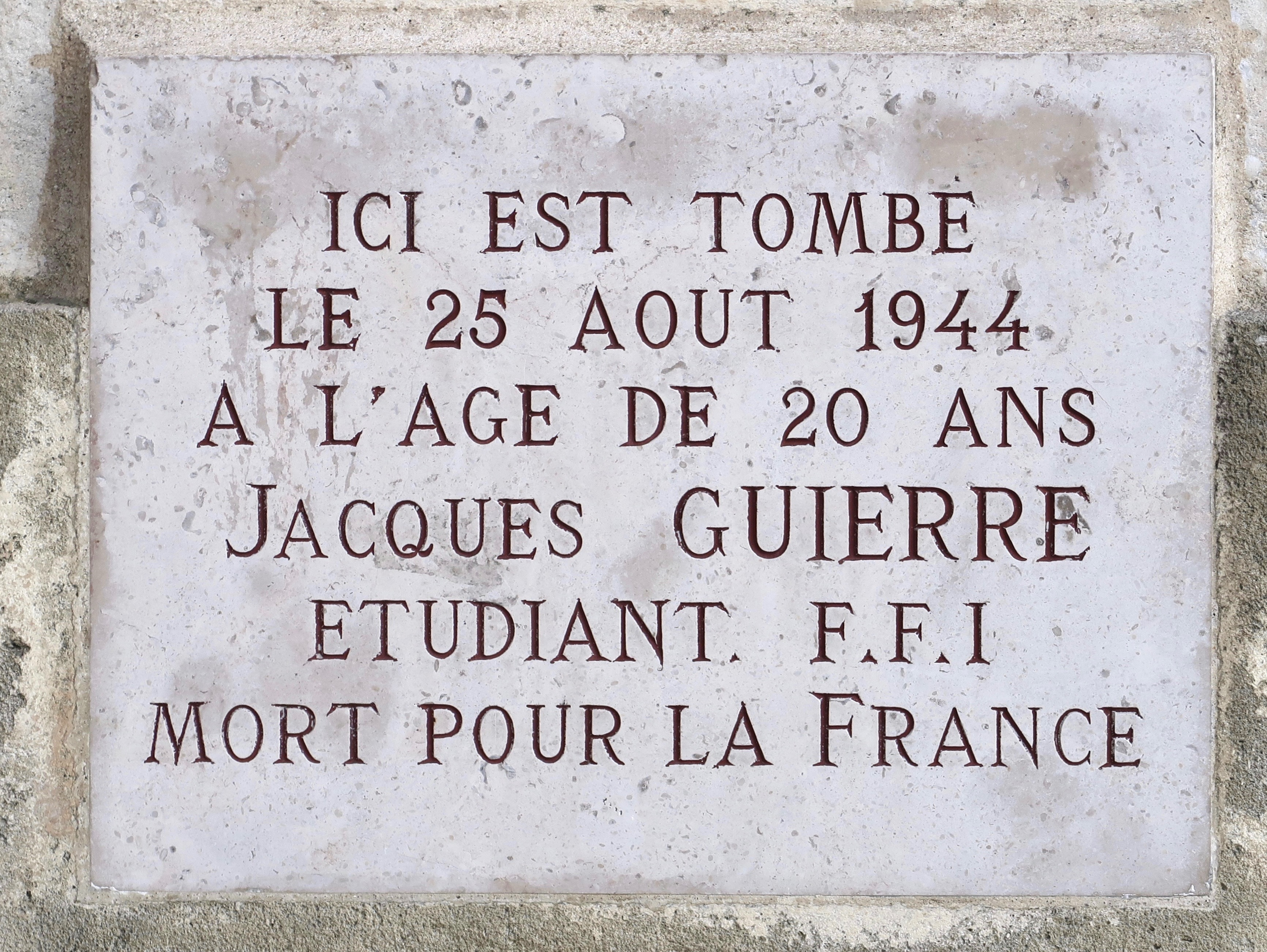
Plaque du côté de l'entrée du théâtre en hommage au FFI Jacques Guierre, tué ici pendant la Libération de Paris (août 1944).

- Dans le roman Z. Marcas d'Honoré de Balzac, Zéphirin Marcas, Charles Rabourdin et Jules habitent un hôtel rue Corneille[2].